# Louis Benoît Guersant
Louis Benoît Guersant (Dreux, 29 de abril de 1777-23 de mayo de 1848) fue un médico, botánico, micólogo, briólogo francés.

## Otras publicaciones
- louis b. Guersant. 1815. Essai sur les epizooties. Ediciónreimpresa de Kessinger Publ. 130 pp. 2010 ISBN 1-166-72080-2
- ---------------------------. 1803. Quels sont les caractères des propriétés vitales dans les végétaux?. 84 pp.

## Eponimia
Género
- (Sapotaceae) Guersentia Raf.[2]